# Klostret Altenburg

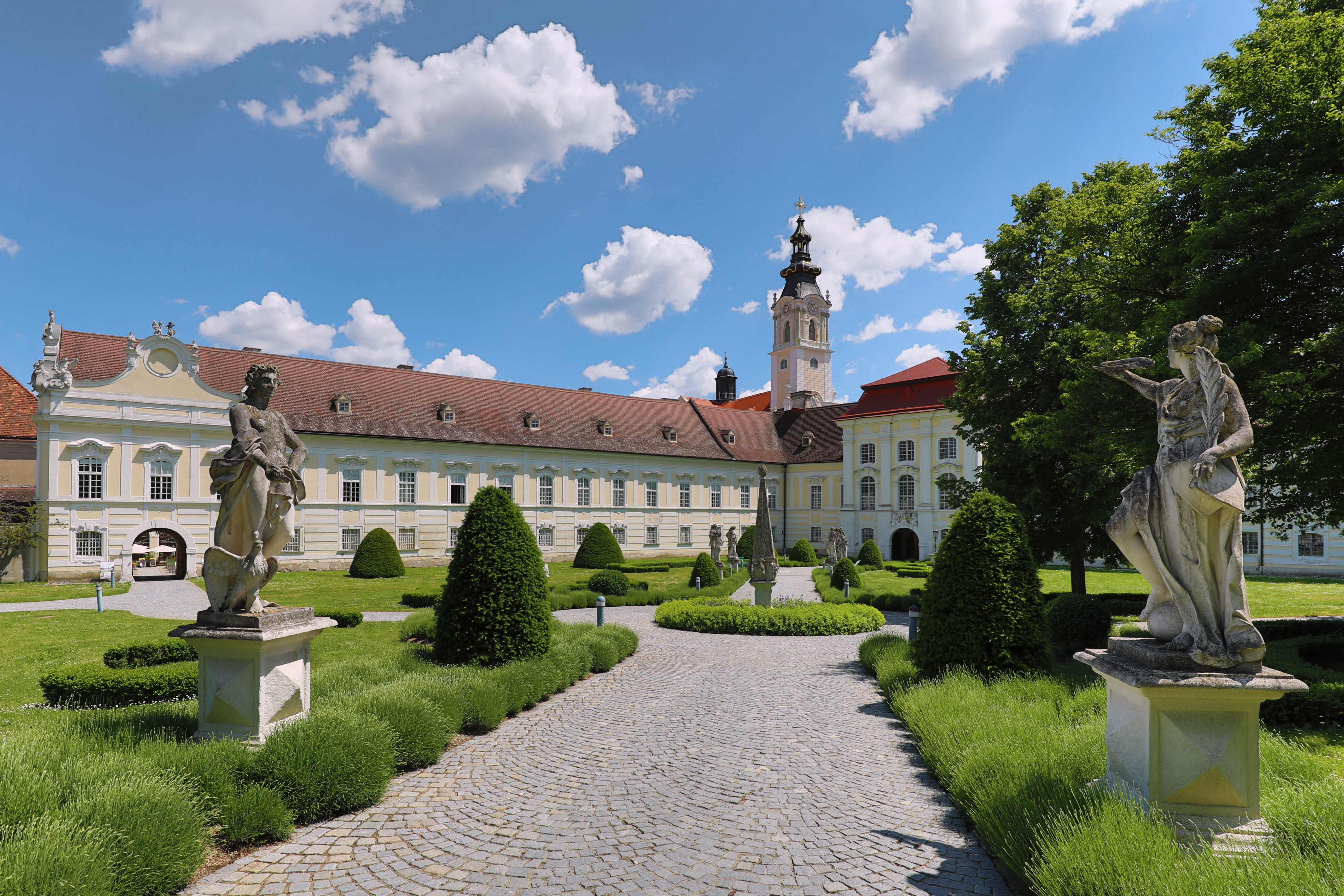
Klostret Altenburg

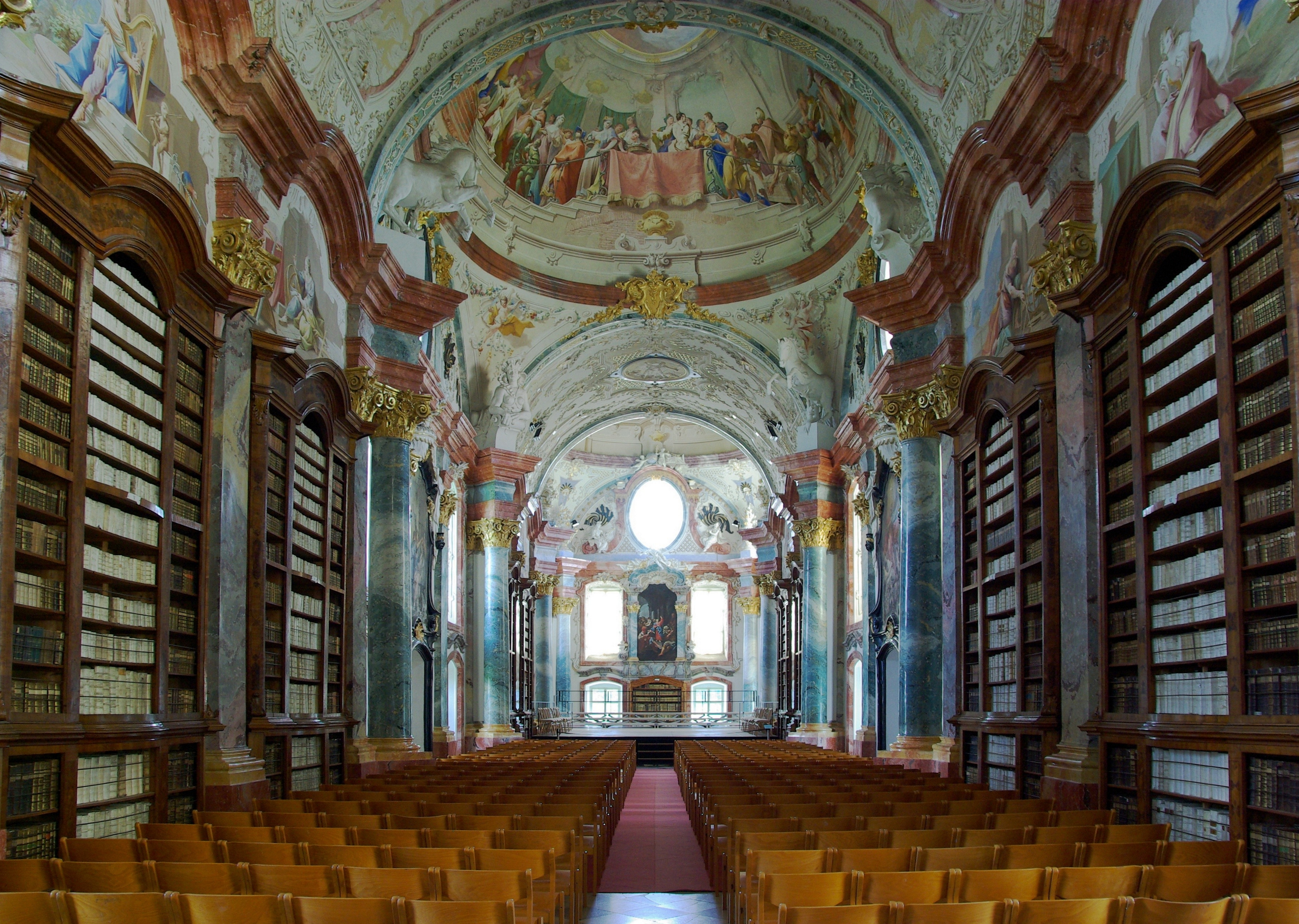
Biblioteket

Klostret Altenburg är ett benediktinkloster i Altenburg i det österrikiska förbundslandet Niederösterreich. 

## Historia
Klostret grundades år 1144. Trots rika donationer hade klostret det svårt och det skövlades svårt både under trettioåriga kriget av svenska trupper och under de osmanska krigen 1681. Men efter det började en storstilad om- och utbyggnad i barockstil. 
I samband med Josef II:s klosterreform förbjöds en antagning av nya noviser fram till 1794, men klostret upplöstes inte. Det gjorde det emellertid 1940, när nazisterna exproprierade klostret och förvisade konventet. Efter 1945 var klosterbyggnader manskapslogi för ryska trupper och skadades svårt. 1947 återkom konventet och började renovera klostret.

## Byggnader
I början på 1700-talet inleddes en om- och utbyggnad i högbarock stil. Ansvarig för ombyggnaden var Josef Munggenast och freskerna i klosterkyrkans kupoler målades av Paul Tröger. Från den här tiden är också altarflyglarna, predikstolen och orgeln. Även klosterbyggnaderna är utsmyckade med stuckaturer och fresker från kejsartrappan och kejsarrummet till marmorflygeln och biblioteksflygeln. Höjdpunkten utgörs av biblioteket med sina fresker och den egenartade kryptan under biblioteket vars väggar är helt täckta med barocka grotesker och dödsdansmotiv.
Klostret kan besökas inom ramen för guidningar.